# Rofelwand
Rofelwand är ett berg i Österrike.   Det ligger i distriktet Landeck och förbundslandet Tyrolen, i den västra delen av landet, 400 km väster om huvudstaden Wien. Toppen på Rofelwand är 3 353 meter över havet, eller 958 meter över den omgivande terrängen. Bredden vid basen är 13,5 km.
Terrängen runt Rofelwand är huvudsakligen bergig. Närmaste större samhälle är Sölden, 15,6 km sydost om Rofelwand. 
Trakten runt Rofelwand består i huvudsak av gräsmarker. Runt Rofelwand är det ganska glesbefolkat, med 35 invånare per kvadratkilometer.